# David Díaz Rivero
David Díaz Rivero (Aragua, 31 gennaio 1964) è un allenatore di pallacanestro ed ex cestista venezuelano.

## Carriera
Con il Venezuela ha disputato i Mondiali 1990, le Olimpiadi 1992 e il relativo torneo di qualificazione olimpica. In carriera ha militato nei Marinos de Anzoategui.